# Runbow
Runbow es un videojuego de carreras de plataformas creado originalmente para Wii U y luego adaptado a PC, New Nintendo 3DS, Xbox One, PlayStation 4 y Nintendo Switch. Runbow fue desarrollado por el equipo independiente canadiense 13AM Games como su título debut, y se lanzó el 27 de agosto de 2015 en Norteamérica, el 3 de septiembre de 2015 en Europa y el 23 de octubre de 2015 en Australasia. El juego se lanzó más tarde en Japón el 25 de noviembre de 2015, cortesía de Cross Function.

## Jugabilidad
Runbow es un juego de plataformas centrado en el modo multijugador en el que los jugadores aspiran a ser los primeros en alcanzar un trofeo al final de cada nivel. Los jugadores pueden realizar un doble salto, así como realizar ataques para derrotar a los enemigos u obtener un alcance adicional mientras saltan. El fondo de cada nivel cambia constantemente entre un ciclo de colores, lo que hace que desaparezcan los obstáculos del mismo color que el fondo, como bloqueos y picos. Mediante el uso de la conectividad del mando de Wii para usar el Nunchuk de Wii o los mandos clásicos de Wii además de sí mismo, el juego es capaz de admitir hasta nueve jugadores. El juego admitirá muchas funciones, como logros, contrarreloj, un modo especial llamado "Master the Bowhemoth" y muchas más. También hay personalización de personajes, así como otros modos que no están enfocados en las carreras, como "King of the Hill" y "Arena".

## Desarrollo
El concepto del juego fue creado en el Global Game Jam de 2014. El juego se anunció por primera vez el 24 de octubre de 2014. 13AM Games confirmó que el juego "es como Mario Kart". El juego también se mostró en la Game Developer's Conference de 2015, y se revelaron los nombres de los personajes del juego, Hue y Val.
El 13 de abril de 2015, 13AM Games reveló varios personajes de juegos independientes que serían estrellas invitadas en la lista de Runbow: Shovel Knight del mismo nombre Shovel Knight, Rusty de SteamWorld Dig, Juan y Tostada de Guacamelee!, Swift Thornebrooke de Sportsball, Scram Kitty de Scram Kitty y His Buddy on Rails, junto con CommanderVideo y CommandgirlVideo de la serie Bit.Trip. Se anunciaron más personajes el 11 de agosto de 2015: Gunvolt de Azure Striker Gunvolt, Teslamancer de Teslagrad, un clon de Stealth Inc., ARID de The Fall, el Xeodrifter del epónimo Xeodrifter, la Princesa de Chariot, Max de Mutant Mudds, el Drifter de Hyper Light Drifter y la mascota de Unity Japan, Unity-chan. Desde el 15 de junio de 2015 hasta el 23 de junio de 2015, se lanzó una vista previa beta de Runbow en Nintendo eShop junto con otros 8 títulos de "Nindie".
El 11 de abril de 2016, 13AM Games reveló a través de Nintendo Life una gran cantidad de nuevo contenido descargable adicional lanzado el 14 de abril, que incluye paquetes temáticos que vienen con nuevos disfraces y música, una adición gratuita del personaje jugable invitado Lilac de Freedom Planet y un 48 Expansión de historia de nivel superior llamada Satura's Space Adventure.
Durante el E3 2016, 13AM Games reveló un tráiler que anunciaba oficialmente una adaptación del juego a New Nintendo 3DS, titulado Runbow Pocket , que compila la historia principal, así como todos los DLC existentes, en un juego portátil. Este es el segundo título completo exclusivo de New Nintendo 3DS, siendo el primero Xenoblade Chronicles 3D . Se planeó lanzar Runbow Pocket en el otoño de 2016. Sin embargo, en octubre de 2016, 13AM Games reveló que, además de una fecha de lanzamiento para la versión comercial de Runbow , Runbow Pocket se retrasó hasta el primer trimestre de 2017 porque la compañía se topó con algunos problemas a lo largo del desarrollo. Como parte del paquete DLC final para Runbow, 13AM Games reveló que otro personaje jugable llegaría a Runbow. Shantae se lanzó el 25 de octubre de 2016 junto con la actualización final del juego. Junto con el lanzamiento de la actualización, la compañía inicialmente iba a lanzar la versión física del juego el mismo día de la actualización, pero la versión física se lanzó el 1 de noviembre de 2016. Sin embargo, junto con más errores proporcionado en el juego, los desarrolladores querían más tiempo para trabajar en el juego, y la fecha de lanzamiento del juego se retrasó hasta el 20 de junio de 2017.
El juego se reveló más tarde como un título de Games with Gold para la alineación de julio de 2017 de Xbox.

## Recepción
Runbow recibió críticas en su mayoría positivas. Tiene una puntuación de 82 en Metacritic, lo que indica "críticas generalmente favorables", según 34 críticos.